# Шан-Кая (Карабі-яйла)

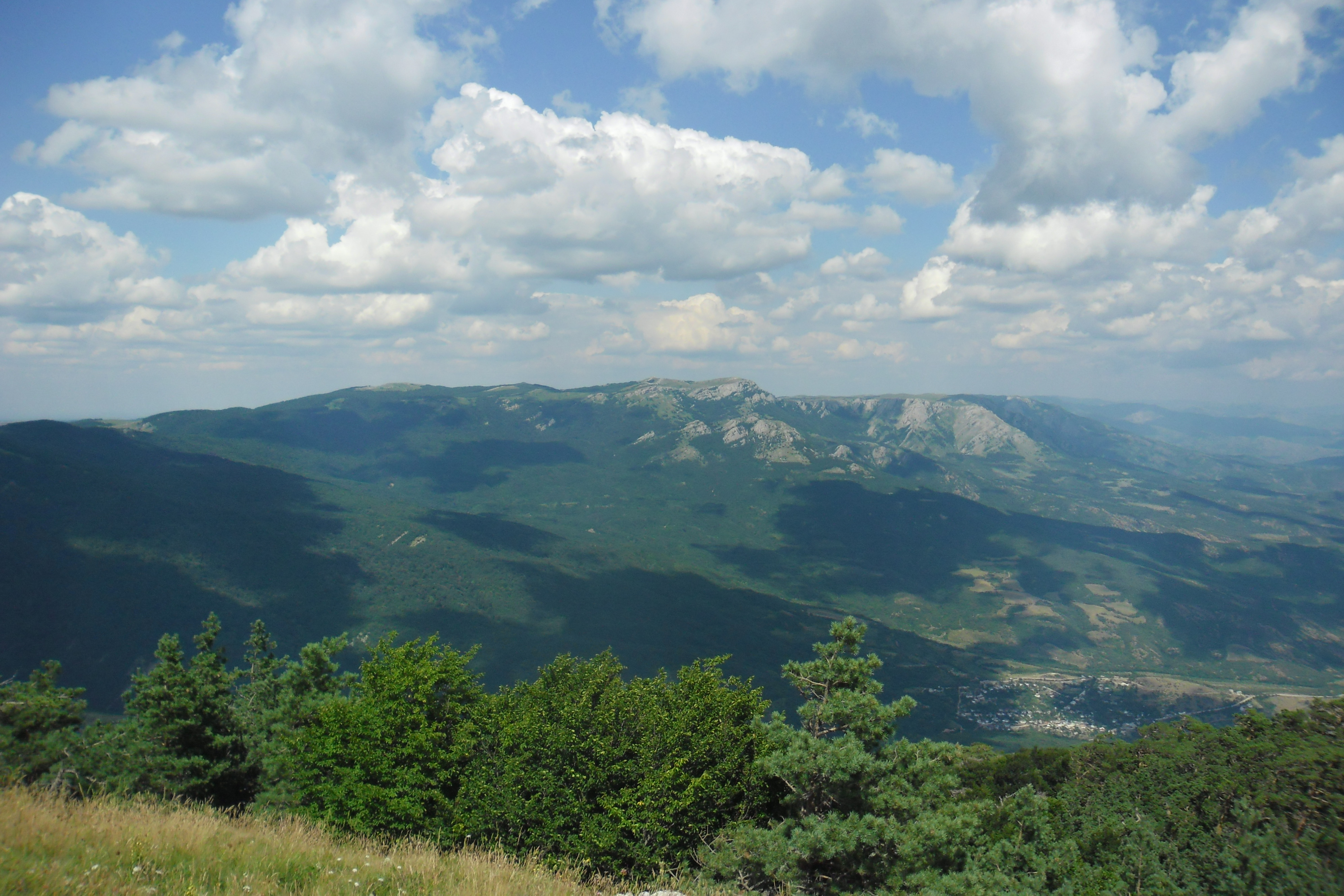
Панорама Карабі-яйли і Хапхала зі східних схилів Демерджі.

Шан-Кая, Ішан-Кая — куполоподібне голе підняття з відрогом і скельною розпадиною на північному схилі Карабі-яйли. Висота 854 м. Поряд — південніше — озеро Когей (Великий Когей). Дещо північніше — печера Кара Мурза (Бездонний Колодязь).